# ペベテ
ペベテ(Pebete)は、アルゼンチンやウルグアイで食べられる柔らかい楕円形のバンズである。小麦粉から作り、クラストは茶色で薄く、太いホットドッグロールに似ている。チーズ、塩漬け肉、トマト、マヨネーズ等を挟んで、サンドイッチに用いられることが多い。サンドイッチにすると、具材の名前を付して、例えばチーズを挟んだものは、pebete de quesoと呼ばれる。
レアル・アカデミア・エスパニョーラによると、この言葉は、カタルーニャ語のpevetという言葉に由来するルンファルドで「若い男子」を意味する。